# Oligodon tillacki
Oligodon tillacki — вид змій родини полозових (Colubridae). Описаний у 2022 році.

## Поширення
Ендемік Індії. Виявлений поблизу міста Курдуваді у штаті Махараштра на заході країни.